# ديك ستوكتون
ديك ستوكتون (بالإنجليزية: Dick Stockton) هو معلق رياضي أمريكي، ولد في 12 أكتوبر 1942 في فيلادلفيا في الولايات المتحدة.